# Zight
Yau Yiu Ting (sinh ngày 26 tháng 12 năm 1988), có nghệ danh là Zight, là một nhà soạn nhạc loại nhạc electronic kiêm nhà sản xuất nhạc đến từ Hồng Kông.

## Tiểu sử
Lớn lên ở Hồng Kông, Zight theo học ngành truyền thông sáng tạo và sản xuất âm nhạc tại Đại học Thành phố Hồng Kông. Năm 2011, anh phát hành đĩa đơn đầu tiên mang tên "Yamanote Line Dreamer" với nhóm nhạc rap Nhật Bản Midicronica.
Năm 2018, anh đến London và học sản xuất nhạc electronic tại Trường Nhạc Point Blank. Cuối năm 2020, anh phát hành đĩa đơn nhạc electronic đầu tiên mang tên "Paradise".
Năm 2021, anh ra mắt sản phẩm hợp tác đầu tiên "Fly Away" với ca sĩ người Anh Sonna Rele.
Năm 2022, Zight phát hành đĩa đơn thứ bảy mang tên "Work It Harder" với ca sĩ nổi tiếng người Mỹ Chris Willis. Trong một buổi phỏng vấn, anh đã có ngụ ý rằng mình ủng hộ Ukraine trong video nhạc.

## Danh sách đĩa hát

### Đĩa đơn
- Paradise (2020)
- Fly Away (ft. Sonna Rele) (2021)
- Suite No.1 In Z Major (2021)
- Everybody Keep Running (ft. Peter Forest) (2021)
- Daisy (ft. Oliviya Nicole) (2021)
- Number One (ft. Adam Christopher) (2022)
- Work It Harder (ft. Chris Willis) (2022)
- Waiting (ft. Klapse, AndyBear) (2023)
- Mongolia (2023)